# Воцерковление (социология)
Воцерковле́ние — процесс осозннаного вхождения человека в религиозную общину, усвоение им её вероучения, правил, социализация в ней. В социологию религии понятие «воцерковление» было введено В. Ф. Чесноковой, которая определила его как «добровольное признание человеком влияния Церкви через усвоение себе установленного в ней образа жизни и образа мыслей. При этом усвоение образа мыслей происходит параллельно и в тесной связи с усвоением образа жизни. Этот последний именно и является проводником устойчивого влияния Церкви на человека, позволяющего человеку со временем выработать себе новое отношение к миру и к себе самому».
Она же предложила шкалу воцерковленности, включающую пять уровней. Чаще всего применяется в отношении православных христиан, не просто принявших крещение, но регулярно участвующих в богослужениях и в церковной жизни, стремящихся жить по-христиански и поддерживающих социальные отношения в пределах своей церковной общины.
В данном значении термин «воцерковленные» может применяться к любой христианской конфессии, но чаще всего речь идёт о православии. Воцерковленных, то есть прихожан, нередко противопоставляют невоцерковленным, «прохожанам», «захожанам» (крещёным, считающим себя православными, но религиозно невежественным или пренебрегающим богослужениями и таинствами церкви).
В соответствии с данными Фонда общественного мнения, в 2010 году количество воцерковленных православных христиан в Российской Федерации составляло около 4 %.